# José Luis Borau
José Luis Borau Moradell (* 8. August 1929 in Saragossa; † 23. November 2012 in Madrid) war ein spanischer Filmregisseur, Drehbuchautor, Filmproduzent und Schauspieler. Für seinen Film Leo wurde er 2001 mit dem spanischen Filmpreis Goya ausgezeichnet.

## Leben und Werk
Borau begann 1949 zunächst ein Jurastudium in Saragossa. Nachdem er eine kurze Zeit als Filmkritiker der Tageszeitung Heraldo de Aragón gearbeitet hatte, besuchte Borau seit 1957 die Escuela Oficial de Cinematografía in Madrid, die er 1961 mit dem Kurzfilm El Río („Der Fluss“) erfolgreich abschloss. 
Er galt als Hoffnungsträger des „Neuen Spanischen Kinos“ in den 1960er Jahren, wandte sich aber im Gegensatz zu seinen auf psychologische Filme orientierten Zeitgenossen dem von Hollywood beeinflussten Spaghettiwestern (Brandy, 1963, deutscher Titel: Gesetz der Bravados) bzw. Thriller (Crimen de doble filo, 1965) zu, allerdings mit bescheidenem kommerziellem Erfolg. 
Aus der Arbeit an diesen Filmen zog er den Schluss, dass er ihn wirklich zufriedenstellende Filme nur unter eigener Kontrolle drehen könne und gründete 1967 seine eigene Produktionsfirma El Imán. Zehn Jahre lang drehte er vor allem Werbespots und produzierte Filme fremder Regisseure. Daneben war er Dozent für Drehbuch an der Escuela Oficial de Cinematografía.
Sein erster Film unter vollständiger eigener Kontrolle war 1973 der Polit-Thriller Hay que matar a B. (deutscher Titel: B muß sterben), der in Regie, Erzählkonstruktion und Schnitt seinen präzisen, minutiösen Stil erstmals zur vollen Geltung brachte. 
Seinen größten kommerziellen Erfolg hatte Borau 1975 mit dem Krimi-Drama Furtivos (deutscher Titel: Wilderer), das als bedeutendstes Beispiel des spanischen Films im Spätfranquismus angesehen wird. Besonders die visuelle Inszenierung der Handlungen in den waldreichen Landschaften in der Umgebung von Madrid beeindruckt. Der Film erhielt beim Filmfestival in San Sebastián 1975 die Concha de Oro (dt. Goldene Muschel) und den Preis für den besten spanischsprachigen Film.
Nach Sabina (1979) war er 1984 Regisseur der spanisch-amerikanischen Koproduktion Rio Abajo (deutscher Titel: On the Line) mit David Carradine und Victoria Abril. Nachdem er 1986 mit Tata mía (mit Imperio Argentina und Carmen Maura) einen weiteren großen Erfolg bei Kritikern und Publikum erzielt hatte (unter anderem nominiert für den Goya in der Kategorie bestes Drehbuch), drehte er bis 1997, als Niño nadie erschien, keinen weiteren Film. 
1993 machte Borau mit der Fernsehserie Celia nach Geschichten von Elena Fortún auf sich aufmerksam, die er eigentlich nur schreiben und produzieren wollte, bei der er letztlich aber auch zum Teil Regie führte. Sie fand im spanischen Fernsehen ein beachtliches Publikum. 
Borau war Mitglied der Jury der Internationalen Filmfestspiele Berlin 1991. Von 1994 bis 1999 war er Präsident der Academia de las Artes y Ciencias Cinematográficas, 1995 gründete er seinen eigenen Verlag für Filmbücher, Ediciones El Imán. 
2001 erhielt er für seinen Film Leo (2000) den Goya für die beste Regie. Außerdem gewann er den Spezialpreis der Jury des Filmfestivals Málaga und gemeinsam mit Álex de la Iglesias La Comunidad den Premio Fotogramas de Plata. 2003 erhielt er den Prosapreis Premio Tigre Juan der Stadt Oviedo für seine Erzählung Camisa de once varas. Seit Juli 2007 war er Vorsitzender der Sociedad General de Autores y Editores (SGAE), einer Schriftsteller- und Verlegervereinigung, die vor allem in der Urheberrechtssicherung tätig ist. Seit Februar 2008 war er Mitglied der Real Academia Española, in der er als Nachfolger des verstorbenen Fernando Fernán Gómez den Sitz B einnahm.

## Filme
Regie
- 1964: Gesetz der Bravados (Brandy, el sheriff de Losatumba)
- 1965: Crimen de doble filo
- 1970: Un, dos, tres, al escondite inglés (Ko-Regie)
- 1975: B. muß sterben (Hay que matar a B)
- 1975: Wilderer (Furtivos)
- 1979: La Sabina
- 1984: On the Line (Rio Abajo)
- 1986: Tata mía
- 1993: Celia (Fernsehserie)
- 1997: Niño nadie
- 2000: Leo